# Tebaga-Clausura

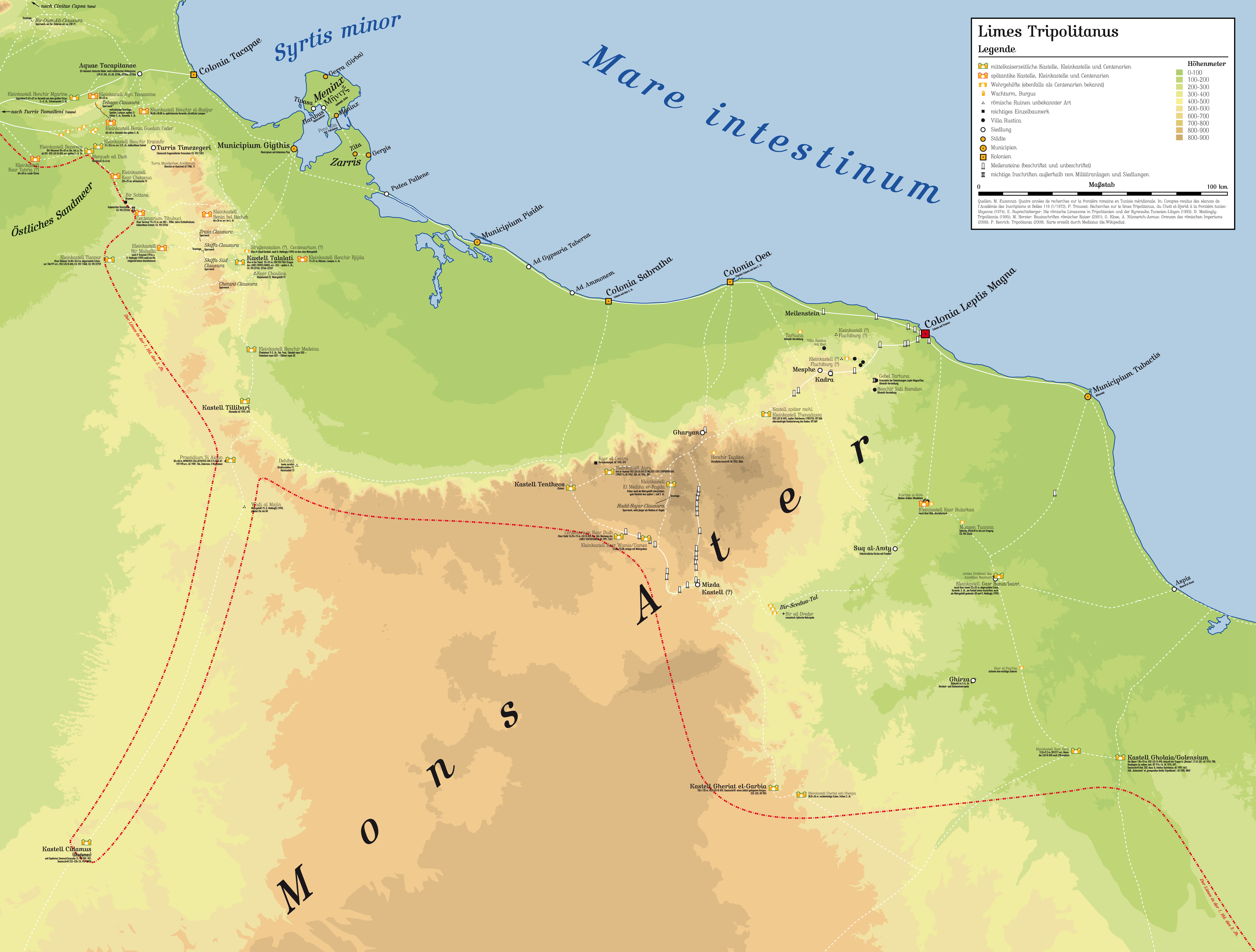
Die Tebaga-Clausura befindet sich oben links in der Karte

Tebaga-Clausura ist die moderne Bezeichnung eines römischen Sperrwerks des Prinzipats, das für Sicherungs- und Überwachungsaufgaben am rückwärtigen Limes Tripolitanus, einem tiefgestaffelten System von Kastellen und Militärposten, in der römischen Provinz Africa proconsularis, später Tripolitania, zuständig war. Die in vielen Abschnitten sehr gut erhaltene Befestigungslinie wurde in der Tebaga-Enge zwischen dem Höhenzug des Djebel Tebaga und dem Djebel Melab, einem Ausläufer des Matmatagebirges, in Südtunesien, Gouvernement Gabès, errichtet.

## Lage
Die über 17 Kilometer lange, in der steinigen Halbwüste errichtete Clausura sollte eine breite Talsenke und deren Umland sichern. Die Senke befindet sich zwischen der halbmondförmig, von Nordosten nach Südwesten gestreckten Antiklinale des Djebel Tebaga und dem von Südosten heranstoßenden Djebel Melab, einem Ausläufer des von schichtkammartigen Höhen geprägten Matmatagebirges, das wiederum zur Berglandschaft des Djebel Dahar gehört. Für die römischen Militärplaner war die Talsenke von äußerster Wichtigkeit, da an diesem Korridor zum letzten Mal aus dem Östlichen Sandmeer heranstürmende feindliche Kräfte kontrolliert abgefangen werden konnten, bevor sie die fruchtbare Arad-Ebene und die Küstenstädte erreichten. In seiner Gesamtausdehnung war das Sperrwerk von Südosten nach Nordwesten orientiert. Es schirmte lediglich den tiefsten Punkt der Talsenke in einem nach Südwesten abfließenden Wadi auf rund 150 Höhenmetern sowie den vollständigen Djebel Tebaga bis auf rund 395 Höhenmeter ab. Von dieser Höhe steigen die erhalten gebliebenen Baureste der Sperre noch in nordwestliche Richtung auf rund 315 Höhenmeter hinab, um dann unmittelbar vor der senkrechten westlichen Abbruchkante des Djebel zu enden. An dieser Stelle ist ein weiter Blick in das Sedimentbecken des ebenfalls von den Römern gesicherten Schott Fedjedj möglich. Eine Geländesituation, die bereits während der Antike so vorhanden war. Weiter südöstlich, bereits im ansteigenden Einzugsbereich des Djebel Melab, zieht sich die Clausura auf rund 230 Höhenmeter und fällt dann steil in ein kleines Wadi herab, um dort unvermittelt am Fuße des Hangs bei rund 195 Höhenmetern zu münden. Es lässt sich an diesem Punkt keine Fortsetzung der Anlage beobachten und es ist nicht nachvollziehbar, wie das anschließende, zunächst noch leichter zu querende Gelände, gesichert wurde. Wahrscheinlich war dies eine der Aufgaben des vorgelagerten, 0,24 Hektar großen Kleinkastells Benia Guedah Ceder. Dieses Kleinkastell entstand am Rand einer kleinen fruchtbaren Ebene, die zeitweilig unter anderem mit Wasser aus dem die Tebaga-Clausura an ihrem tiefsten Punkt durchfließenden Wadi gespeist wurde.
Die Clausura besitzt etwas nördlicher von dem zuletzt genannten Endpunkt offenbar noch eine Fortsetzung in Richtung Nordosten. Zwischen den beiden Enden liegt der breite Hauptarm des verzweigten Wadis, das nach einem Knick um fast neunzig Grad anschließend durch die Clausura in die kleine Ebene am Kleinkastell Benia Guedah Ceder fließt. Die nordöstliche Erweiterung der Clausura, die sich in ihrer Form am Gelände orientiert, zwängt den unmittelbaren Zugang zu dem einzigen Tor zusammen mit dem natürlichen Hindernis des Djebel Tebaga im Norden zangenartig ein. Der erhaltene Teil beginnt am Nordrand des Wadis. Nach rund 40 Metern macht er einen großen Schwenk von neunzig Grad um den Fuß eines angrenzenden Hügels und führt anschließend noch rund 1,30 Kilometer geradeaus, um letztendlich am Westrand eines kleinen Trockentals zu enden. Das gesamte Teilstück lässt sich fast 2,40 Kilometer lang im Gelände verfolgen.

## Forschungsgeschichte
Seit dem späten neunzehnten Jahrhundert wurde die Tebaga-Clausura als eine lineare römische Grenzbefestigung erkannt. In den frühen Berichten gab es noch einige Verwirrung über die bautechnische Ausgestaltung des Hindernisses. So wurde sie einmal als niedrige Trockensteinmauer von vier Meter Breite beschrieben, ein andermal als Erdwall. Tatsächlich sind beide Aussagen richtig, da das Bauwerk als Wall und Graben über dem Schwemmboden des Tales und als Mauer an den Djebel-Steilhängen errichtet wurde. Der französische Forschungsreisende Paul Blanchet (1870–1900) legte noch vor Beginn der ersten Ausgrabung den ersten Kurzbericht der Anlage vor. Das einzige Durchgangstor wurde wenig später, im Jahre 1904, durch den französischen Offizier und Amateurarchäologen Raymond Donau (1862–1930) ergraben. Anschließend haben bis heute viele Forschergenerationen das Sperrwerk untersucht, wobei weitere Grabungen unterblieben.
Sowohl der britische Archäologe David Mattingly, als auch sein französischer Kollege Roger Guéry (1926–1997) untersuchten die Überreste römerzeitlicher Landhäusern (Villae rusticae) im Raum des Djebel Tebaga. Dabei stellten beide unabhängig voneinander eine bereits im 1. Jahrhundert n. Chr. beginnende ländliche Besiedlung fest, die bis in die Zeit der oströmischen Verwaltung Nordafrikas reicht. Erst die mit Gewalt vorgetragene Islamische Expansion führte zu einem raschen und endgültigen Untergang der afrikanischen Antike während der ersten Hälfte des 7. Jahrhunderts. Der radikale kulturelle Bruch führte dazu, dass nicht nur viele Städte verlassen wurden, sondern auch die ländlichen Regionen verödeten.

## Baugeschichte

Lage der Clausura in der Enge von Tebaga

Die in das dritte Jahrhundert n. Chr. datierenden Ostraca aus dem in Libyen gelegenen Grenzkastell Gholaia/Bu Njem bestätigen die Beteiligung einer regulären Garnison an routinemäßigen polizeilichen Aufgaben sowie der Überwachung von Zivilisten.
Der im Tal gelegene Bauabschnitt der Befestigungslinie aus Wall und Graben ergab ein rund 15 Meter breites Hindernis. Möglich wurde diese Technik durch die örtlichen Bedingungen, da das Gelände dort durch eine Vielzahl von Schwemmschichten geprägt ist. Mit der veränderten Bautechnik an den Berghängen passten sich die römischen Erbauer an die dort von der Natur gegebenen Bedingungen an. Auf dem zu Geröllhalden sedimentierten Lockergestein des von querstreichenden Rinnen unterbrochenen Tebaga-Schichtkamms sowie auf dessen von festem Gestein dominierten Höhenzügen, war nur ein Hochbau in Form einer Mauer möglich. Die Anlage in der Enge von Tebaga hat Parallelen am tripolitanischen Limes, darunter ist beispielsweise die Hadd-Hajar-Clausura. In der Vergangenheit wurde diskutiert, ob in den Veränderungen der Konstruktion verschiedene Bauphasen zu erkennen seien, was bis jetzt jedoch nicht eindeutig geklärt werden konnte.

### Turm I
Bis heute sind lediglich drei Turmfundamente am Hauptwerk der Clausura bekannt. Alle drei liegen am Djebel Tebaga. Einer dieser Türme wurde von dem französischen Archäologen Pol Trousset 1974 auf Höhe 425 verzeichnet. Er befindet sich an der Innenseite der über einen Gebirgsgrat des Tebaga laufenden Mauer auf rund 383 Höhenmetern. Material von diesem Turm wurde für die Errichtung eines Vermessungspfeilers an diesem Ort wiederverwendet. Die Mauer selbst ist hier gut erhalten. Von der Turmstelle aus ist der anschließende Streckenverlauf bis zum nordwestlichen Endpunkt der Clausura einsehbar. Zudem bietet sich ein weiter Blick in den Schott Fedjedj. Die Tebaga-Enge ist von hier aus nicht mehr sichtbar. Nach dem Abstieg der Mauer von dem Grat wurden die letzten rund 800 Meter aufgrund der Gegebenheiten wieder als Grabenwerk ausgeführt.

### Turm II
Ein weiterer Turm, der sich bereits in Unterhanglage befindet, wurde südöstlich, auf 240 Höhenmetern errichtet. Erstmals ist der Fundort 1906, in einem für das Militär geschriebenen Rapport des französischen Historikers Jules Toutain (1865–1961), erwähnt worden. Jahrzehnte später dokumentierte der französische Luftbildarchäologe Jean Baradez (1895–1969) die Turmstelle und berichtete 1949 von seinen Beobachtungen. Das Turmfundament liegt ebenfalls an der Innenseite der hier noch als Mauer aufgeführten Clausura. Das Bauwerk besitzt einen runden Grundriss von acht Metern Durchmesser. und ist von einem rundlichen Wall und Grabenwerk umgeben, das mit einem Durchmesser von 25 Metern eingemessen wurde. Die Anlage schließt unmittelbar an die Mauer an. Von der Turmstelle aus konnte unter anderem das vor dem Sperrwerk liegende Wadi Batoum, einem Nebental des Wadis Guedah el Baguel, eingesehen werden.

### Turm III
Die nächste Turmstelle in Unterhanglage wurde unweit der Nahtstelle zwischen Mauer und Grabenwerk erbaut. Ungewöhnlicherweise befindet sich der Standort an der Außenseite von Wall- und Graben. Älteres Kartenmaterial zeigt den Fundplatz auch als arabisches Grabmal. Der auf rund 195 Höhenmetern gelegene Turm besitzt eine kreisrunde Form. Sein Durchmesser beträgt entlang seines Versturzes rund acht Meter im Durchmesser. Er ist von einem eigenen Wall und Grabenwerk umgeben, das einen Durchmesser von rund 25 Metern besitzt und mit der eigentlichen Clausura verbunden ist. Der Wall der Clausura ist an der Turmstelle unterbrochen, um einen Zugang von der Innenseite des Sperrwerks aus zuzulassen. Vom Turm aus konnte unter anderem das Wadi Guedah el Baguel eingesehen werden.

### Clausura-Tor (Henchir Benia)
Das einzige Tor des Sperrwerks, das heute unter dem Namen Henchir Benia bekannt ist, befand sich überflutungssicher auf einer kleinen, schmalen Anhöhe zwischen den kurzen Verästelungen verschiedener Trockenbäche. Das südlich vorgelagerte Kleinkastell Benia Guedah Ceder stand in Sichtweite, rund 1,10 Kilometer entfernt. Trotz der 1904 durchgeführten Ausgrabung an diesem rund 168 Höhenmeter hoch gelegenen Tor, sind viele Fragen offen geblieben, zumal der Grabungsbericht nie vollständig veröffentlicht wurde. Der einzige bisher verfügbare Plan aus dem Jahr 1974 stammt von Trousset. Der Archäologe erstellte ihn anhand der damals sichtbaren Mauerreste und den Beschreibungen Donaus. Donau dokumentierte eine einspurige Durchfahrt, die von zwei Türmen flankiert wurde. Diese Türme besaßen offenbar einen länglich-rechteckigen Grundriss, wobei ihre Schmalseiten feindwärts beziehungsweise ins Hinterland gewandt waren. Somit bildete sich in der Durchfahrt ein länglicher Korridor. Der Bau wurde mithilfe von Spolien errichtet. So fanden sich in den sorgfältig gesetzten Wänden aus sauber zugeschnittenen Quaderblöcke von bis zu 0,50 Metern Länge, neben anderen von Donau beobachteten wiederverwendeten Bauteile auch die Reste eines zerstörten Grabmals.  Aus der Korridorwand konnte zudem noch eine beschädigte zivilen Grabinschrift geborgen werden. Donau vermaß den gesamten Bau, den er als ein byzantinisches Werk ansah, nach der Ausgrabung mit 11 × 5,25 Metern, das in der Mitte einen breiten Korridor von 3,25 Metern besaß und seiner Meinung nach „á l’aspect d’un guichet de péage“ – im Aussehen einer Mautstelle – gestaltet war.
Mattingly, der sich ebenfalls intensiv mit dem tripolitanischen Limes auseinandergesetzt hat, mutmaßte, dass wohl nach jetzigem Wissensstand einige Bedenken zur Ausgrabung Donaus angebracht wären. Für ihn waren die zugänglichen Aussagen Donaus genauso schwer zu beurteilen, wie die Herleitung von Troussets Plan. Mattingly fragte sich, ob der Verbau von Spolien bereits während der Errichtung der ursprünglichen Toranlage erfolgt sei. Donau hatte festgestellt, dass die Türe des nördlichen Turms zu einem späteren Zeitpunkt vermauert worden ist. Dieser Hinweis und der für Mattingly ungewöhnlich langgestreckte Grundriss der Türme ließen den Archäologen an einen späteren Umbau der Toranlage denken. Eine Kurzbeschreibung, die Blanchet einige Jahre vor der Ausgrabung des Tores veröffentlichte, scheint deutlich zu machen, dass Wall und Graben keinen unmittelbaren Anschluss an die Toranlage gehabt haben und dieses damit allem Anschein nach frei in einer Art Binnenraum zwischen den Grabenteilen stand. Blanchet, der in dem Tor noch einen Wachturm sah, schrieb 1899 nach einer Vermessung der unausgegrabenen Reste:
„Le poste d’observation se compose d’une enceinte rectangulaire de 15m × 24 mètres, à peu près au centre de laquelle se dressaint une tour de 6m × 10 mètres.“
Übersetzung: „Der Beobachtungsposten besteht aus einem rechteckigen Binnenraum von 15 × 24 Metern, fast in dessen Mitte steht ein Turm von 6 × 10 Metern.“
Dieses Bemerkung des Forschungsreisenden ermutigte Mattingly erneut, von mehr als einer Bau- und Nutzungsphase sprechen zu können. Außerdem hob er hervor, nicht zu viel aus dem mageren Datierungsmaterial herauslesen zu wollen. Insbesondere hervorzuheben ist dabei der Fund einer Lampe aus dem späten zweiten bis frühen dritten Jahrhundert, die Donau unter den Fundamenten fand und die somit als terminus post quem gelten könnte. Trousset, der an dem Tor keine eigenen Grabungen vornahm, ordnete die Clausura insgesamt als Bauwerk der Mitte des vierten Jahrhunderts zu. Zu dieser Datierung erwähnte Mattingly eine kleine Töpferei, die 1982 im Umfeld des Sperrwerks entdeckt wurde und im dritten Jahrhundert den Betrieb aufnahm.

## Funde

### Grabinschrift
Zu dem aus sauber gehauenen Buchstaben gesetzten Text der beschädigten Grabinschrift aus dem Torbau legte Donau folgende Auflösung vor:
[D(is)] M(anibus) s(acrum)

...iastdi..

...uxorem

[su]am piiss[i]-

[ma]m. Hoc m[o]-

[nu]ment[u]-

[m] fecit si-

[bi] et mar-

[i]to. Fecit

Assioda

afis (?) bixit

[annis] XCV m(ensibus) X.

Felicite[r].
Trousset schrieb 1974, dass der obere Teil der Inschrift fehlen würde. Er notierte die ihm sichtbaren Zeilen wie folgt:
– – – – –

– M – – –

– I M E . .

F E C I S

E T M A R .

T O F E C I T

A S S I O D A

A F I S B I X I T

– X C V M X – –

F E L I C I T E
Zudem lieferte er – mit der Ergänzung von Donaus Text – eine weitere Auflösung der Zeilen:
[D(is)] M(anibus) s(acrum)

… iastid …

uxorem

[su]am pi(i)ss[i-

m]am. Hoc m[o-

nu]ment[u-

m] fecit si-

[bi] et mar-

[i]to. Fecit

Assioda

afis vixit [a-

n(nis)] XCV m(ensibus) X …

Felicite[r].
Die namentlich genannte bestattete Person, eine gewisse Assioda, ist angesichts ihres Namens wohl der einheimischen ländlichen Oberschicht der Region zuzurechnen.

### Lampe
Die von Donau ebenfalls am Tor entdeckte Lampe trug auf der Rückseite den Stempel des nordafrikanischen Lampenherstellers Augendi, der auch von anderen Fundplätzen, wie dem heute in Libyen gelegenen Grenzkastell Gholaia bekannt ist. Im 1907 veröffentlichten Museumskatalog von Alaoui, dem heutigen Nationalmuseum von Bardo, findet sich der Listeneintrag für die Lampe. Als Fundort wird „Ksar Benia Ceder“ angegeben. Trousset glaubte, dass die Lampe aus derselben Zeit stammte wie das Grabmonument, das im Tor verbaut wurde.

## Nachrömische Zeit
Erst im Zweiten Weltkrieg wurde die Enge von Tebaga wieder als natürliches Sperrwerk genutzt und zu einem mitentscheidenden Kriegsschauplatz. Die noch heute sichtbaren Stellungen des Deutschen Afrikakorps, die von der 21. Panzer-Division und der 164. leichten Afrika-Division ausgebaut worden waren, befanden sich fast genau im Bereich der antiken Bauten. Vom 22. bis 27. März 1943 durchstießen die Alliierten diese von ihnen „Point 201“ genannte Linie am „Tebaga Gap“. Während der Abwehrkämpfe ist auch Wall und Graben der Tebaga-Clausura stellenweise von den Achsenmächten wiederbesetzt und verteidigt worden.